# Ambialet
Ambialet (okzitanisch gleichlautend) ist eine französische Gemeinde mit 470 Einwohnern (Stand: 1. Januar 2022) im Département Tarn in der Region Okzitanien (vor 2016: Midi-Pyrénées). Cambon gehört zum Arrondissement Albi und zum Kanton Le Haut Dadou. Die Einwohner werden Ambialetois genannt.

## Lage
Ambialet liegt etwa 18 Kilometer östlich von Albi am Tarn, der die Gemeinde im Norden begrenzt. Umgeben wird Ambialet von den Nachbargemeinden Saint-Cirgue und Courris im Norden, Assac im Nordosten, Saint-André im Osten, Le Fraysse im Süden und Südosten, Villefranche-d’Albigeois im Westen und Südwesten sowie Sérénac im Nordwesten.

## Bevölkerungsentwicklung
| Jahr                       | 1962 | 1968 | 1975 | 1982 | 1990 | 1999 | 2006 | 2013 |
| Einwohner                  | 457  | 470  | 444  | 405  | 386  | 381  | 439  | 455  |
| Quellen: Cassini und INSEE |      |      |      |      |      |      |      |      |

## Sport
Im Jahr 2022 führte die 109. Austragung der Tour de France auf der 15. Etappe durch die Gemeinde Ambialet. Auf der D74 wurde mit der Côte de Ambialet (428 m) eine Bergwertung der 3. Kategorie abgenommen. Sieger der Bergwertung wurde der Deutsche Nils Politt.

## Persönlichkeiten
- Pierre Dalmond (1800–1847), römisch-katholischer Apostolischer Präfekt von Madagaskar

## Sehenswürdigkeiten
- Kirche Notre-Dame-de-la-Chapelle aus dem 11. Jahrhundert
- Kirche Saint-Gilles aus dem 13. Jahrhundert
- Priorei, Monument historique
- Schloss Ambialet
- Schloss Le Colombié, teilweise im 19. Jahrhundert zerstört

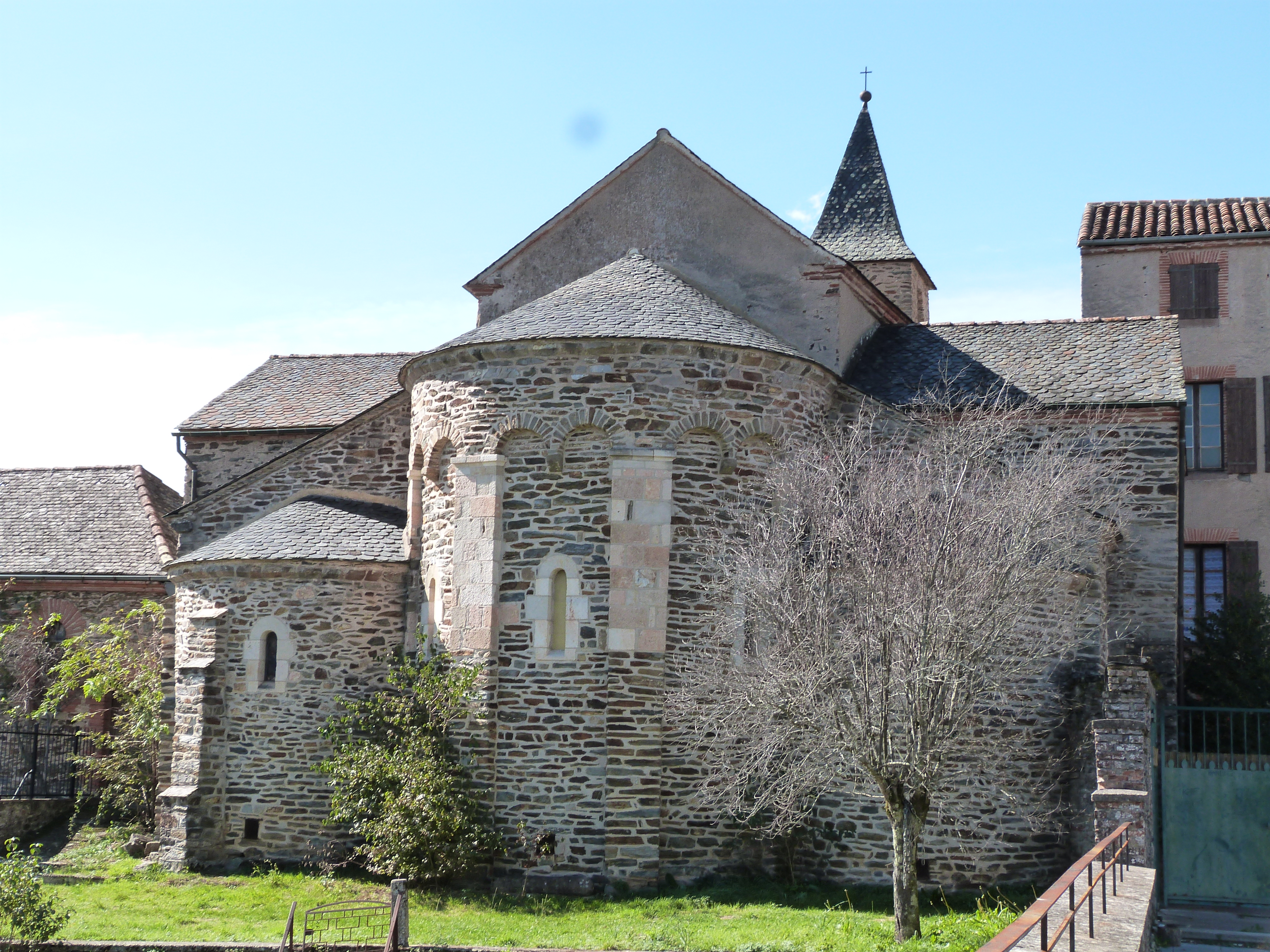
Priorei